# 覃加耀
覃加耀（18世纪？—1798年），一作覃佳耀，清代嘉庆年间湖北白莲教起义首领，湖北长阳人。土家族，白莲教徒。
嘉庆元年（1796年）二月，在长阳县榔坪组织土家族、汉族百姓反清起事。与林之華部会合，在黄柏山建立据点，集结数百人，在长乐县（今五峰土家族自治县）、鹤峰县、宣恩县、巴东县、建始县、歸州（今秭归县）等县抗击清军。嘉庆三年（1798年）正月，转战至归州终报寨，被俘遇害。